# Heppner, Oregon

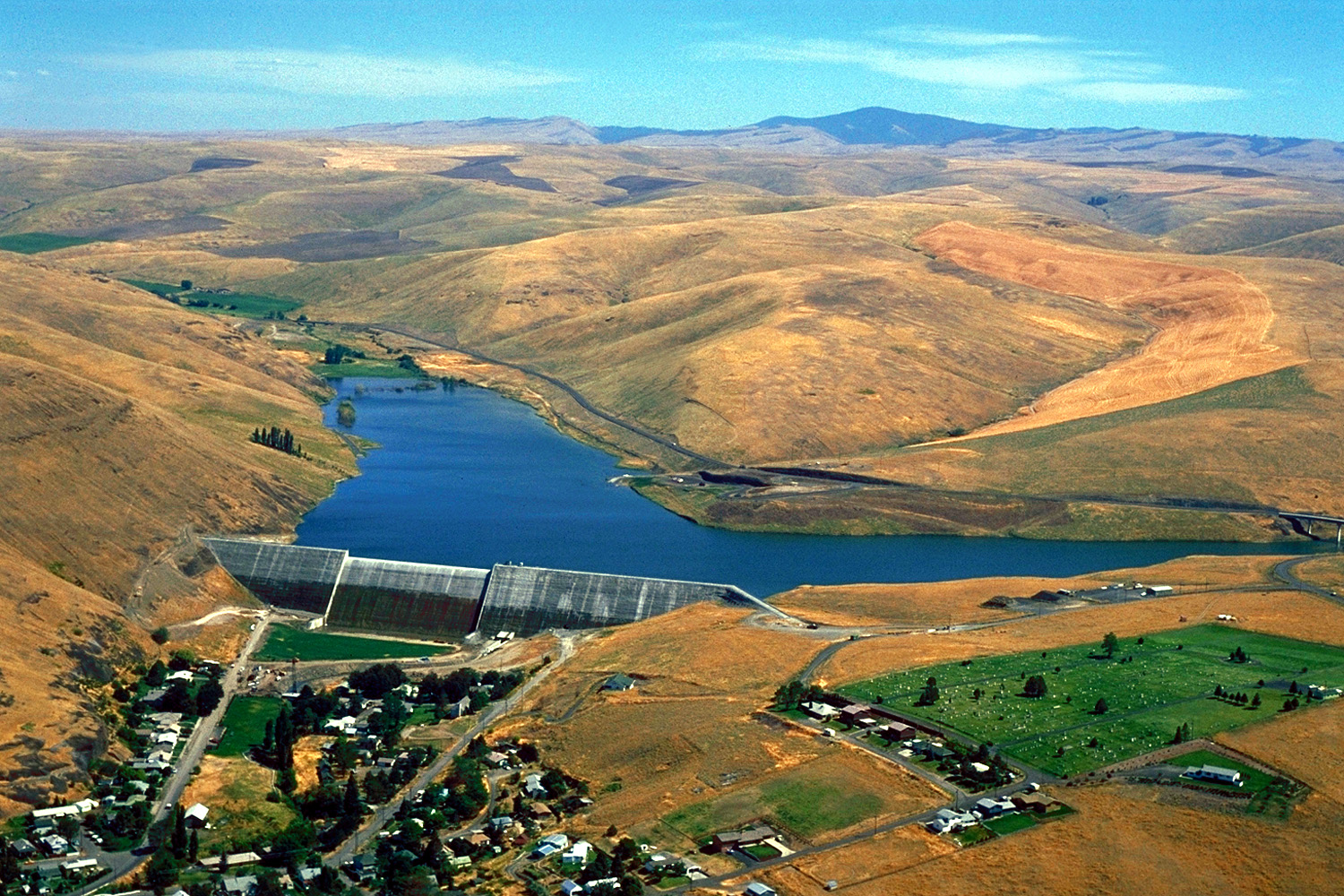
Đập và hồ Lạch Willow ở Heppner, Oregon. Một phần của thị trấn Heppner được nhìn thấy từ phía dưới đập.

Thành phố Heppner là quận lỵ của Quận Morrow, Oregon, Hoa Kỳ. Ban đầu nó có tên là Standsbury Flat theo tên của George W. Standsbury, một trong những người định cư da trắng đầu tiên sống trong vùng. Nó sau đó được đặt tên lại để vinh danh Henry Heppner, một nhà tiên phong người Do Thái đã mở một tiệm tạp hóa đầu tiên ở đó năm 1873. Dân số theo điều tra dân số năm 2000 là 1.395 người

## Lịch sử
Heppner được chỉ định làm quận lỵ tạm thời vào lúc Quận Morrow được thành lập và nó đã đánh bại khít khao Lexington trong cuộc bầu cử năm 1886 để trở thành quận lỵ vĩnh viễn. Nó được tổ chức thành phố vào năm tiếp theo sau đó.
Heppner gần như bị tàn phá bởi một trận lụt ngày 14 tháng 6 năm 1903. Trận lụt được dự báo bởi một đám mây đen cuồn cuộn và theo sau là một trận mưa đá gây hư hại một con đập và nước tràn ngập. Một dòng nước và mọi thứ tràn xuống các con lạch và thung lũng và băng ngang qua thành phố. Ước lượng có khoảng 225 người hay một phần tư dân số bị chết chìm. Thiệt hại tài sản được báo cáo là gần 1 triệu đô la. Các thành phố lân cận như Ione và Lexington cũng bị thiệt hại nặng.  Stewart Holbrook đã diễn tả sâu sắc sự kiện này trong tác phẩm của mình là "Disaster in June".

## Địa lý
Heppner nằm ở vị trí 45°21′22″B 119°33′10″T / 45,35611°B 119,55278°TĐã đưa tham số không hợp lệ vào hàm {{#coordinates:}} (45.356157, -119.552849)1.
Theo Cục điều tra dân số Hoa Kỳ, thành phố có tổng diện tích là 1,2 dặm vuông (3,2 km²), tất cả là mặt đất.

## Trường học
- Heppner Jr/Sr High School
- Heppner Elementary

## Cư dân nổi tiếng
- John Kilkenny, thẩm phán liên bang
- Greg Smith, Dân biểu Tiểu bang Oregon, Khu bầu cử 57